# Matchless Model J
Het Matchless Model J was een motorfiets die het Britse merk Matchless produceerde in 1922 en 1923. 

## Voorgeschiedenis
Matchless was eigendom van oprichter Henry Herbert Collier en zijn zoons Harry en Charlie. Al in de jaren nul waren Harry en Charlie goede motorcoureurs, maar begonnen ze ook al zelf motorblokken te ontwikkelen (Matchless betrok meestal inbouwmotoren van JAP in Tottenham). Juist in de jaren voor de Eerste Wereldoorlog kwamen ze met veel eigen eencilinders, maar toen de motorfietsproductie na de oorlog weer werd opgestart gebeurde dat weer met zware 976cc-V-twins van JAP. In 1919 verscheen het Matchless Model H, een machine die bedoeld was als zijspantrekker, maar die al veel moderne snufjes had, zoals volledige kettingaandrijving, een drieversnellingsbak en zelfs achtervering en de nieuwe elektrische verlichting van Lucas. In 1920 en 1921 kon dit Model H ook worden uitgerust met een 996cc-kop/zijklepmotor van het Zwitserse MAG. De machines werden nog steeds als zijspantrekker aangeboden, met zijspannen die Matchless zelf produceerde. Ze werden ook als solo-toermotorfiets verkocht, zonder achtervering. 

## Model J
Toen het Model J in 1922 werd gepresenteerd, was dat als sportmotor. Het week niet veel af van het Model H, dat alleen voor zijspangebruik met achtervering werd geleverd. Matchless sprong met het model in op het gebrek aan zware V-twins voor sologebruik op de Britse markt. Dat had deels te maken met de Eerste Wereldoorlog, toen de Britten zich moesten concentreren op oorlogsproductie. Die betrof lang niet altijd militaire motorfietsen. BSA maakte bijvoorbeeld vooral wapens en Matchless had munitie en vliegtuigonderdelen gemaakt. Intussen hadden de Amerikaanse merken in relatieve rust hun Harley-Davidsons, Indians en Excelsiors kunnen doorontwikkelen om ze na de oorlog op de Europese markten te brengen. 
Het Matchless Model J kon worden geleverd met een 7pk-MAG-kop/zijklepmotor of een 8pk-JAP-zijklepmotor. De machine had volledige kettingaandrijving, waarbij de primaire ketting in een gesloten kettingkast zat en de secundaire ketting alleen een klein kettingscherm kreeg. De drieversnellingsbak was identiek aan die van de Model H-zijspantrekkers, compleet met een kickstarter die tevens de kleplichter in werking stelde. In het voorwiel zat een handbediende velgrem, maar klanten konden ook een remband bestellen. In het achterwiel zat een voetbediende trommelrem met bronzen remschoenen. De machine had twee rempedalen: aan de linkerkant, waar ook het koppelingspedaal zat en via een stang verbonden zat er ook een rempedaal rechts, zodat rem en koppeling tegelijk bediend konden worden. De koppeling kon ook via een hendel op het stuur bediend worden. De treeplanken van het Model H waren - zoals gebruikelijk bij sportmotoren - vervangen door voetsteunen. De machine werd geleverd met carbidlampen, maar ook de nieuwe Lucas-elektrische verlichting was leverbaar. 
Het Model J kwam in november 1922 op de markt, maar verdween weer na 1923.

## Technische gegevens
| Matchless Model J      | JAP                                        | MAG                                        |
| ---------------------- | ------------------------------------------ | ------------------------------------------ |
| Periode                | 1922-1923                                  | 1922-1923                                  |
| Motortype              | Zijklepmotor                               | Kop/zijklepmotor                           |
| Bouwwijze              | V-twin                                     | V-twin                                     |
| Koeling                | Lucht                                      | Lucht                                      |
| Boring                 | 85,5 mm                                    | 82 mm                                      |
| Slag                   | 85 mm                                      | 94 mm                                      |
| Cilinderinhoud         | 976 cc                                     | 996 cc                                     |
| Carburateur(s)         | 1 Brown & Barlow carburateur               | 1 Brown & Barlow carburateur               |
| Smeersysteem           | Total loss met handpomp                    | Total loss met handpomp                    |
| Max. Vermogen          | 8 pk                                       | 7 pk                                       |
| Primaire aandrijving   | Ketting                                    | Ketting                                    |
| Versnellingen          | 3                                          | 3                                          |
| Secundaire aandrijving | Ketting                                    | Ketting                                    |
| Rijwielgedeelte        | Open brugframe                             | Open brugframe                             |
| Voorvork               | Girder                                     | Girder                                     |
| Achtervork             | Star                                       | Star                                       |
| Remmen                 | Velgrem of remband voor, trommelrem achter | Velgrem of remband voor, trommelrem achter |
| Tankinhoud             | 9 liter                                    | 9 liter                                    |
| Voorganger             | Matchless Model H                          | Matchless Model H                          |
| Opvolger               | Matchless Model M/3S                       | Matchless Model M/3S                       |